# Scopula sticticata
Scopula sticticata là một loài bướm đêm trong họ Geometridae.